# Бурдон, Франсуа-Луи
Франсуа́-Луи́ Бурдо́н (фр. François-Louis Bourdon), известный как Бурдон из Уазы (Bourdon de l’Oise; 11 января 1758, Руи-лё-Пёти — 22 июня 1798, Синнамари) — французский адвокат и деятель Великой революции.

## Биография и деятельность
Сначала был адвокатом, затем сделался прокурором при парламенте (суде) в Париже.
В 1792 году участвовал во взятии Тюильри 10 августа и попал после этого в члены Конвента от департамента Уазы. Избирался его председателем в 1795 году с 19 февраля по 6 марта.
Выступив против Робеспьера, он был исключён им из всех революционных клубов. С тех пор произошёл переворот в его деятельности: он становится врагом республики и защитником дворянства и духовенства. На заре термидорианской реакции был среди депутатов, помогавших Баррасу подавить Парижскую коммуну 27 июня 1794 года. Как ярый реакционер, преследующий монтаньяров, присоединился ко криптороялистскому клубу Клиши, однако это в итоге привело к его падению. 
После переворота власти 18 фрюктидора в стране был осуждён Директорией на ссылку в Гвиану, где и скончался в 1798 году.